# Duel (pořad, Slovenská televize)
Duel je slovenská televizní soutěž, kterou vysílá od roku 2006 Jednotka. Porovnává vědomosti dvojice soutěžících, kteří odpovídají na otázky z různých oblastí. Vysílá se v pracovních dnech od 17.45 na Jednotce. Moderátorem je Gregor Mareš.